# Utkantberga
Die Utkanberga (norwegisch für Äußerer-Rand-Berge) sind eine Gebirgsgruppe im ostantarktischen Königin-Maud-Land. Sie bilden den südlichen Teil der Kraulberge und reichen von den Utpostane im Südwesten bis zur Hildringa und dem Vardeflaket im Nordosten.
Wissenschaftler des Norwegischen Polarinstituts benannten sie 2016.